# Fenyvesi Zoltán
Fenyvesi Zoltán (Ajka, 1964. október 14. –) magyar pedagógus, politikus; 2018. május 8. óta a Fidesz – Magyar Polgári Szövetség országgyűlési képviselője.

## Családja
Felesége Fenyvesiné Molnár Zsuzsanna. Két felnőtt fiúgyermek édesapja.

## Életrajz

### Tanulmányai
Alapfokú tanulmányait az Ajkarendeki Általános Iskolában végezte el. 1983-ban érettségizett a győri Czuczor Gergely Bencés Gimnáziumban. 1987-ben általános iskolai német nyelvű tanító végzettséget szerzett az Eötvös József Tanítóképző Főiskolán, majd a Berzsenyi Dániel Tanárképző Főiskolán történelem szakos általános iskolai tanárként végzett 1991-ben. Ezt követően 1998-ban a Budapesti Műszaki Egyetem Természet- és Társadalomtudományi Karán letette a közoktatási vezető szakvizsgát. 2002-ben az Eötvös Loránd Tudományegyetem Bölcsészettudományi Karán megszerezte a történelem szakos tanár végzettséget.
C-típusú felsőfokú német nyelvvizsgája van.

### Politikai pályafutása
1997 óta Fidesz – Magyar Polgári Szövetségnek és 2006 óta a Kereszténydemokrata Néppártnak a tagja.
1998 és 2014 között önkormányzati képviselő Ajka Város Önkormányzatában.
2014 és 2018 között a Veszprém Megyei Önkormányzat Közgyűlésének tagja és alelnöke.
2018. május 8. óta a Fidesz – Magyar Polgári Szövetség országgyűlési képviselője a Veszprém megyei 3. számú országgyűlési egyéni választókerületben.
2018. május 8. és 2018. október 15. között az Európai ügyek bizottságának a tagja. 2018. május 8. és 2018. október 15. között a Nemzeti összetartozás bizottságának a tagja, majd 2018. október 15. óta alelnöke. 2018. május 15. óta A Nemzeti összetartozás bizottsága feladatkörébe tartozó törvények végrehajtását, társadalmi és gazdasági hatását, valamint a deregulációs folyamatokat figyelemmel kísérő albizottság tagja.